# کاندیس ویلسون
کاندیس ویلسون (انگلیسی: Kandace Wilson؛ زادهٔ ۲۴ اکتبر ۱۹۸۴) بازیکن فوتبال اهل ایالات متحده آمریکا است.
از باشگاه‌هایی که در آن بازی کرده‌است می‌توان به باشگاه فوتبال اورنج کانتی بلوز، اسکای بلو اف‌سی، گلد پراید، و وسترن نیویورک فلش اشاره کرد.